# 陸廣霖
陸廣霖（？—？），字用賓，一字禮山，號簡園，江蘇武進縣（今屬常州市）人，清朝官員。

## 生平
陸廣霖為乾隆四年（1739年）己未科進士。曾任連城縣知縣。乾隆九年（1744年）改知臺灣府彰化縣，次年卸任。乾隆十一年（1746年）六月回任，乾隆十三年（1748年）以知縣身份護理台灣府淡水撫民同知一職。後調任順昌縣知縣。